# La Máquina
La Máquina ist eine mexikanisch-US-amerikanische Miniserie, die von Marco Ramírez erdacht wurde. Es handelt sich um die erste spanischsprachige Auftragsproduktion des US-Streamingdienstes Hulu. Die Premiere der Serie fand am 9. Oktober 2024 auf Hulu statt. Im deutschsprachigen Raum erfolgte die Erstveröffentlichung der Serie am selben Tag durch Disney+ via Star als Original.

## Handlung
Nach einer vernichtenden Niederlage befindet sich Esteban „La Máquina“ Osuna am Tiefpunkt seiner Boxkarriere. Doch zum Glück hat er mit seinem Manager und besten Freund Andrés „Andy“ Luján jemanden in seinem Leben, der ihm den Rücken stärkt und ihn wieder an die Spitze bringen will. Als jedoch eine kriminelle Organisation auf der Bildfläche erscheint, wird der Kampf um die Spitze plötzlich zu einem Kampf um Leben und Tod. Während Esteban für sein Comeback trainiert, sieht er sich nicht nur mit seinen eigenen Dämonen konfrontiert, sondern muss auch den Schutz seiner Familie sicherstellen, darunter den seiner Ex-Frau und Mutter seiner Kinder, Irasema – eine aufstrebende Sportjournalistin, die immer tiefer in die Schattenwelt des Boxsports vordringt.

## Besetzung und Synchronisation
Die deutschsprachige Synchronisation entstand nach den Dialogbüchern von Elisabeth Staak, Birgit Kirberg und Claudia Sander sowie unter der Dialogregie von Iris Artajo durch die Synchronfirma ZOO Digital Germany in Berlin.

### Hauptdarsteller
| Rolle                      | Schauspieler       | Synchronsprecher |
| -------------------------- | ------------------ | ---------------- |
| Esteban „La Máquina“ Osuna | Gael García Bernal | Jaron Löwenberg  |
| Andrés „Andy“ Luján        | Diego Luna         | Johannes Raspe   |
| Irasema                    | Eiza González      | Rubina Nath      |

### Nebendarsteller
| Rolle           | Schauspieler         | Synchronsprecher  |
| --------------- | -------------------- | ----------------- |
| Josefina Luján  | Lucía Méndez         | Agnes Hilpert     |
| Sixto           | Jorge Perugorría     | Viktor Neumann    |
| Carlota Pérez   | Karina Gidi          | Anna Grisebach    |
| Saúl Pérez      | Andrés Delgado       | Konrad Bösherz    |
| Juan Carlos     | Raúl Briones         | Timo Weisschnur   |
| Sammy Salgado   | Roberto Duarte       | Christoph Banken  |
| Facundo         | Luis Gnecco          | Bernd Vollbrecht  |
| Memo de la Peña | Juan Carlos Huguenin | Jeremias Koschorz |

### Episodendarsteller
| Rolle                | Schauspieler            | Synchronsprecher           |
| -------------------- | ----------------------- | -------------------------- |
| Gabby                | Nadia Vega              | Johanna von Gutzeit        |
| Zamira               | Dariam Coco             | Leonie Dubuc               |
| João Falcao Jr.      | Leandro Firmino         | Sven Brieger               |
| Protasio             | Mercito Gesta           | Philipp Andreas Reinheimer |
| Doktor               | Luis Fernando Zarate    | Bernhard Völger            |
| Chiquita Morales     | Jorge Zárate            | Rainer Doering             |
| Caicedo              | Gerardo Gatica González | Julian Bloedorn            |
| Dr. Liu              | Sandra Quiroz           | Johanna von Gutzeit        |
| Kosmetikerin         | Reina Zapien Ornelas    | Laura Luppino              |
| Gato Osuna Viejo     | Álvaro Guerrero         | Rainer Doering             |
| Ansager bei La Fonda | Alfonso Bravo           | Sven Brieger               |

## Episodenliste
| Nr. | Deutscher Titel      | Originaltitel       | Erstveröffentlichung (USA) | Deutschsprachige Erstveröffentlichung (D/A/CH) | Regie            | Drehbuch               |
| --- | -------------------- | ------------------- | -------------------------- | ---------------------------------------------- | ---------------- | ---------------------- |
| 1   | Ein kleines Spiel    | A Little Play       | 9. Okt. 2024               | 9. Okt. 2024                                   | Gabriel Ripstein | Marco Ramírez          |
| 2   | Riesenschock         | Shock to the System | 9. Okt. 2024               | 9. Okt. 2024                                   | Gabriel Ripstein | Marco Ramírez          |
| 3   | Kriminelle Unterwelt | With the Fishes     | 9. Okt. 2024               | 9. Okt. 2024                                   | Gabriel Ripstein | Katherine Walczak      |
| 4   | In memoriam          | In Memoriam         | 9. Okt. 2024               | 9. Okt. 2024                                   | Gabriel Ripstein | Lindsey Villarreal     |
| 5   | Last-minute-Reise    | Last Minute Trip    | 9. Okt. 2024               | 9. Okt. 2024                                   | Gabriel Ripstein | Andres Fischer-Centeno |
| 6   | La Máquina           | La Máquina          | 9. Okt. 2024               | 9. Okt. 2024                                   | Gabriel Ripstein | Andres Fischer-Centeno |